# Ральфс, Мик
Мик Ральфс (англ. Mick Ralphs; 31 марта 1944, Херефорд, графство Херефордшир, Англия — 23 июня 2025) — английский гитарист и автор песен, который был одним из основателей рок-групп Mott the Hoople и Bad Company.

## Карьера

### Mott The Hoople
Ральфс стал известен как соло-гитарист и один из основателей рок-группы Mott the Hoople, вместе с которой записал 6 альбомов, но в 1973 году он поссорился с другими участниками группы и оставил их, чтобы сформировать группу Bad Company.

### Bad Company

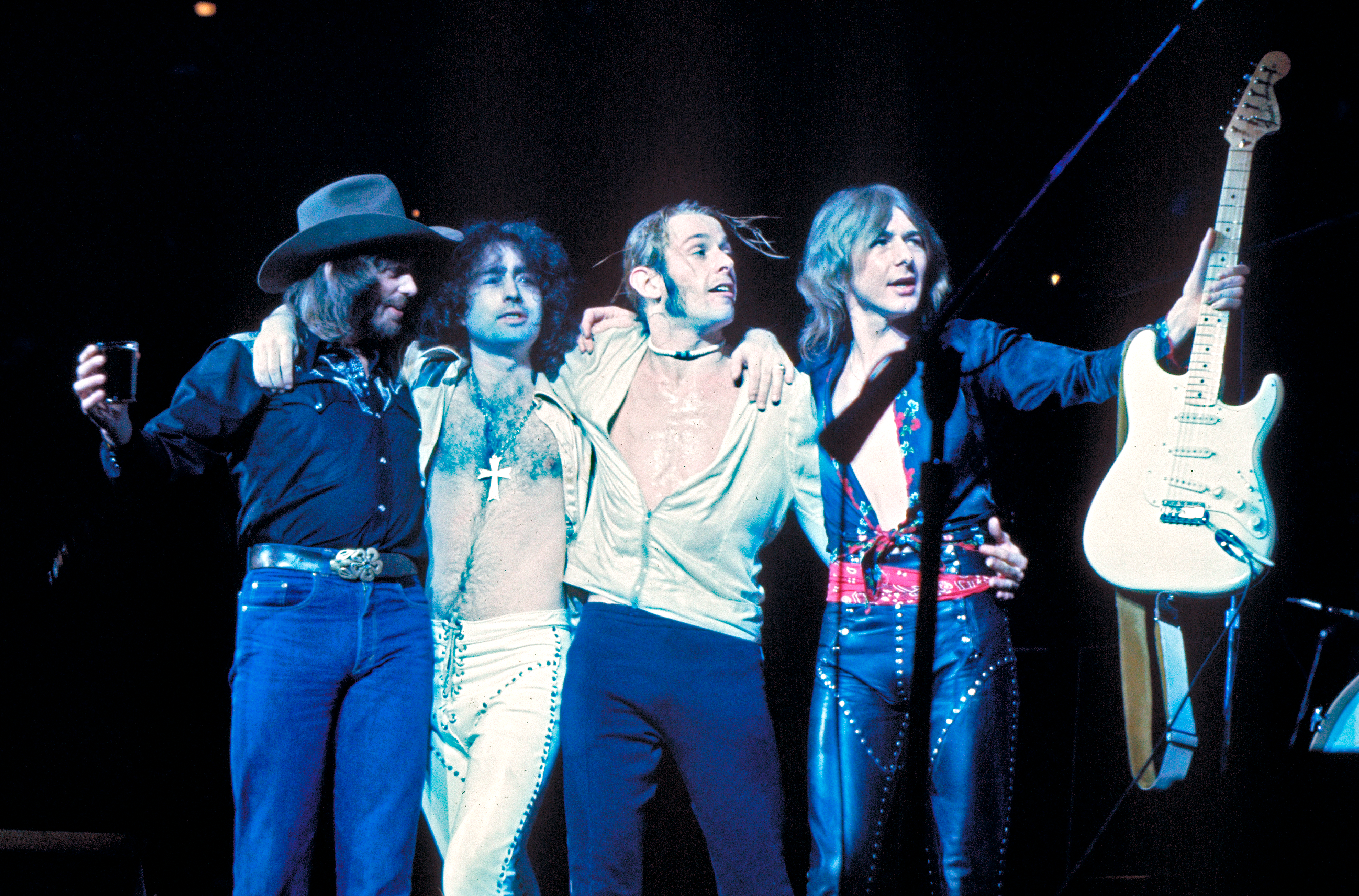
Ральфс (крайний справа) в составе Bad Company. 1976 год.

В 1973 году он основал Bad Company вместе с вокалистом Полом Роджерсом из Free. Дебютный одноимённый альбом группы в 1974 году включал написанный Ральфсом хит «Can’t Get Enough», для которого он настроил свою гитару в C-GCGCE с открытой настройкой C, заявив: 

«Это никогда не звучит на самом деле. прямо в стандартной настройке. Ему нужен открытый C, чтобы иметь это кольцо».
 Альбом занял первое место в США. Ральфс продолжал записываться и гастролировать с Bad Company, пока группа не распалась в 1982 году.

### Сольная карьера
В 1984 году он гастролировал с гитаристом Pink Floyd Дэвидом Гилмором в рамках тура Gilmour About Face, хотя он не играл на альбоме. В том же, 1984 году, он выпустил сольный альбом Take This, в который вошёл барабанщик Free и, по совместительству, его бывший коллега по Bad Company Саймон Кирк. Он объединился с будущим гитаристом «Bad Company» Дэйвом Колвеллом для проведения четырех концертов в поддержку альбома, в котором также участвовали барабанщик Крис Слэйд из Manfred Mann's Earth Band и клавишница Линдси Бриджуотер, которая выступала с Оззи Осборном. Ральфс отыграл одно выступление с группой Cold Turkey.

### Возвращение в Bad Company
В период с 1986 по 1998 год Bad Company реформировалась с другим составом. Но после реюнион-тура с оригинальной четверкой в 1999 году Ральфс объявил, что отказывается от гастролей и что ему никогда не нравилось ни в одной из групп, так как он очень боялся перелётов.

### It’s All Good
Второй сольный альбом Ральфса « It’s All Good» — инструментальный. Вышел в 2001 году, через 17 лет после весьма успешного «Take This». Два года спустя был выпущен его третий альбом «It’s Life — Can’t Get Enough», включающий демо-версию «Can’t Get Enough».

### Реюнион Mott The Hoople
В 2004 году Ральфс снова объединился с бывшим коллегой по Mott The Hoople Яном Хантером, сыграв вторую соло-гитару (вместе с Энди Йорком) в турне Хантера по Великобритании. Ральфс выступил на концерте Хантера в 2005 году в лондонской Astoria, с Ральфсом, исполнившим гитарное соло на «All the Way from Memphis».

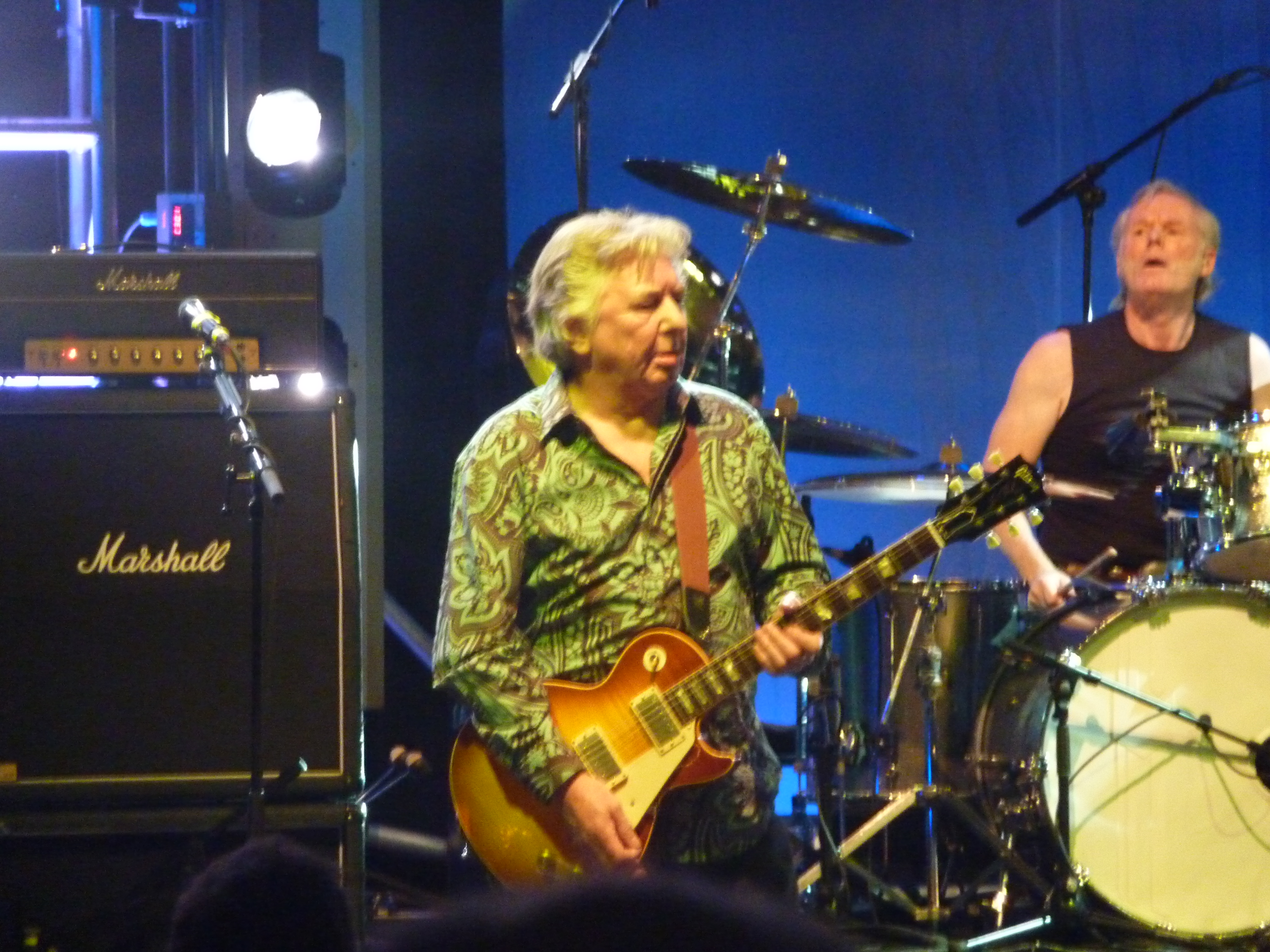
Ральфс выступает с Mott The Hoople на концерте воссоединения Hammersmith Apollo в октябре 2009 года

### Воссоединение с Bad Company
2 июля 2008 года было объявлено, что первоначальный состав Bad Company (за исключением Боза Баррелла, умершего в сентябре 2006 года) даст разовый концерт в Голливуде, 8 августа 2008 года. По словам Пола Роджерса, они сделали это выступление, чтобы «защитить наследие, которое они создали, и закрепить права на торговую марку Bad Company для гастролей».

### Репетиция в Rockfield Studios
Mott the Hoople, включая Ральфса, воссоединились для двух шоу в «Театре Блейка» в Монмуте недалеко от Rockfield Studios, где они репетировали перед тем, как сыграть пять концертов в Hammersmith Apollo в Лондоне в сентябре и октябре 2009 года. Все пять первоначальных участников приняли участие в шоу в воссоединении с Мартином Чемберсом, ассистирующим на ударных.

### Mick Ralphs Blues Band
В 2011 году Ральфс сформировал The Mick Ralphs Blues Band с музыкантами, которых он встретил во время джем-сейшна в пабе Nag's Head в Хай-Вайкомбе:
- Стюарт Сон Максвелл — вокал;
- Джим Мавинг — ритм-гитара;
- Сэм Келли — ударные;
- Дики Болдуин — бас-гитара.

Ральфс же играл на соло-гитаре.
На сайте группы говорилось, что Ральфс стремился исследовать свои блюзовые и соул-корни, играя каверы на классические блюзовые и R&B песни. Группа дебютировала как «Mick Ralphs and Co» в клубе Jagz Club в Эскоте, Беркшир, в июне 2011 года, вскоре после этого сменив название на «Mick Ralphs Blues Band». Другие даты были объявлены на конец 2011 — начало 2012 года.
В том же, 2012 году, Bad Company отыграли короткие европейские фестивальные даты.

### Совместные гастроли
В 2013 и 2014 годах «Bad Company» и Lynyrd Skynyrd совместно гастролировали по Соединённым Штатам и Канаде, первоначально отмечая 40-ю годовщину выпуска первого альбома «Skynyrd», а позже и образования Bad Company (в ноябре).
В 2016 году Bad Company объявила о турне по США с Джо Уолшем. Мик Ральфс первоначально объявил, что не будет участвовать в этом туре и что его заменит Рич Робинсон из Black Crowes. В июне 2016 года группа объявила о туре по британской арене со специальными гостями Ричи Самборой и Орианти, кульминацией которого станет шоу на лондонской O2 Arena 29 октября. Мик Ральфс вернулся в группу на время тура. После заключительного выступления группы в Лондоне стало известно, что Ральфс был госпитализирован с инсультом.
Ральфс был прикован к постели после перенесённого в 2016 году инсульта и умер от осложнений в июне 2025 года в возрасте 81 года.

## Гитары
- Mott the Hoople — Gibson Les Paul Junior[14], Gibson Firebird (Сингл звукосниматель), Gibson SG, Fender Telecaster
- Bad Company — Fender Telecaster, Fender Stratocaster, Gibson Les Paul Standard, Fender Esquire, Gibson Flying V (в видеоклипе «Feel Like Making Love»)
- Недавно Ральфс использовал Gibson 1957/1959 Custom Shop (переиздание Gibson Les Paul Standard's).
- Fender Stratocaster с бриджем 2TEK.

## Хиты, написанные Ральфсом
- «Rock & Roll Queen»
- «Ready For Love»
- «Can't Get Enough»
- «Good Lovin' Gone Bad»
- «Movin' On»
- «One of the Boys» с Иэном Хантером
- «Feel Like Makin’ Love» с Полом Роджерсом
- «Flying Hour» с Джорджем Харрисоном
- «Oh, Atlanta» (изначально записана Bad Company на альбоме Desolation Angels; позже на неё запишет кавер Элисон Краусс[15]).

## Дискография
Соло
- 1984 — Take This
- 2001 — It’s All Good
- 2003 — It’s A Life

Mott The Hoople
- 1969 — Mott The Hoople (UK #66)
- 1970 — Mad Shadows (UK #48)
- 1971 — Wildlife (UK #44)
- 1971 — Brain Capers
- 1972 — All the Young Dudes (UK #21)
- 1973 — Mott (UK #7)
- 1974 — The Hoople (UK #11) (как приглашённый музыкант: Ральфс исполнил бэк-вокал на «Pearl 'n' Roy (England)» и сыграл на ритм-гитаре в треке «Roll Away the Stone»).

Bad Company
- 1974 — Bad Company (US #1)
- 1975 — Straight Shooter
- 1976 — Run With The Pack
- 1977 — Burnin' Sky
- 1979 — Desolation Angels
- 1982 — Rough Diamonds
- 1985 — 10 from 6 (сборник)
- 1986 — Fame & Fortune
- 1988 — Dangerous Age
- 1990 — Holy Water
- 1992 — Here Comes Trouble
- 1993 — What You Hear Is What You Get
- 1995 — Company of Strangers
- 1996 — Stories Told & Untold
- 1999 — The 'Original' Bad Co. Anthology
- 2006 — Live in Albuquerque 1976
- 2010 — Hard Rock Live
- 2011 — Live at Wembley
- 2016 — Live in Concert 1977 & 1979

Mick Ralphs Blues Band
- 2013 — Should Know Better
- 2016 — If It Ain't Broke